# Raión de Staryi Sámbir
Starí Sámbir (en ucraniano: Старосамбірський район) fue un raión o distrito de Ucrania en el óblast de Leópolis. En la reforma territorial de 2020, su territorio fue incluido en el raión de Sámbir.
Comprendía una superficie de 1245 km².
La capital era la ciudad de Starí Sámbir.

## Demografía
Según estimación 2010 contaba con una población total de 85400 habitantes.

## Otros datos
El código KOATUU es 4625100000. El código postal 82000 y el prefijo telefónico +380 3238.